# Assistant personnel intelligent

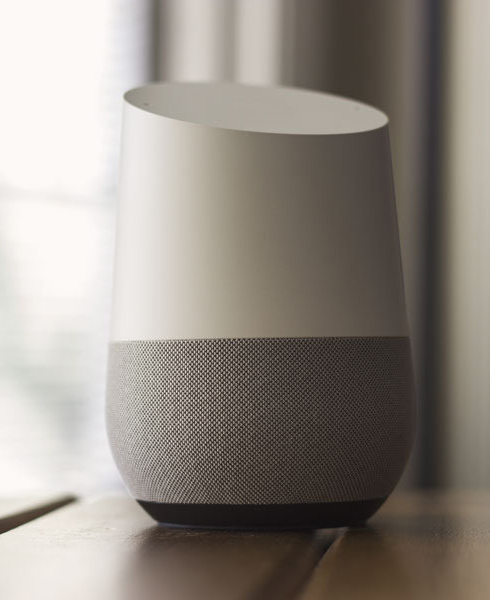
La Google Home, l'enceinte connectée de la firme Google.

Un assistant personnel intelligent, aussi appelé assistant personnel virtuel est un agent logiciel qui peut effectuer des tâches ou des services pour un individu. Parfois, le terme « dialogueur » est utilisé pour faire référence aux assistants virtuels en général ou spécifiquement ceux accessibles par dialogue en ligne (ou dans quelques cas les programmes de dialogue en ligne qui sont pour le divertissement et qui n’ont pas de buts utiles).
Ces tâches et les services effectuées par l'assistant sont basés sur les entrées fournies par l'utilisateur, la connaissance de l'emplacement de l'utilisateur, les données historiques conservées par l'assistant et la possibilité d'accéder à des informations à partir d'une variété de sources en ligne : la météo, la circulation routière, les nouvelles, les cours boursiers, l'agenda de l'utilisateur, les prix de vente au détail de divers produits, etc.
À partir de 2017, les capacités et l'utilisation d'assistants virtuels s'étendent rapidement, conséquence des développements de l'intelligence artificielle, avec de nouveaux produits entrant sur le marché. [réf. nécessaire]

## Historique
Le premier outil permettant la reconnaissance vocale numérique a été IBM Shoebox, présenté au grand public lors de l'exposition universelle de Seattle en 1962, après son lancement commercial en 1961. Ce premier ordinateur, développé près de 20 ans avant l'introduction du premier ordinateur personnel IBM en 1981, était capable de reconnaître 16 mots parlés et les chiffres de 0 à 9.
La seconde étape dans le développement de la technologie de reconnaissance vocale a été réalisée dans les années 1970 par l'université Carnegie Mellon de Pittsburgh, en Pennsylvanie, avec un important soutien du département de la Défense des États-Unis et de son agence, la Defense Advanced Research Projects Agency (DARPA, « Agence pour les projets avancés de défense »). Leur outil « Harpy » a maîtrisé avec environ 1000 mots le vocabulaire d'un enfant de trois ans. Une dizaine d'années plus tard, le même groupe de scientifiques a développé un système qui pouvait non seulement analyser des mots individuels, mais aussi des séquences entières de mots activées par le modèle de Markov caché (Hidden Markov Model). Ainsi, les premiers assistants virtuels, qui utilisaient un logiciel de reconnaissance vocale, étaient des logiciels automatisés de dictée et de dictée médicale.
Dans les années 1990, la technologie de reconnaissance vocale numérique est devenue une caractéristique de l'ordinateur personnel avec Microsoft, IBM, Philips et Lernout & Hauspie luttant pour l’intérêt des clients et des utilisateurs. Ce n’est que beaucoup plus tard, en 1994, que le lancement du premier smartphone IBM Simon a introduit les bases des assistants virtuels intelligents tels que nous les connaissons aujourd'hui.
Le premier assistant virtuel numérique installé sur un smartphone était Siri, qui a été présenté comme une caractéristique de l'iPhone 4S le 4 octobre 2011. La société Apple a développé Siri à la suite de l'acquisition en 2010 de Siri, une entreprise dérivée de SRI International, un institut de recherche financé par la DARPA et le département de la Défense des États-Unis.

## Méthodes d’interaction

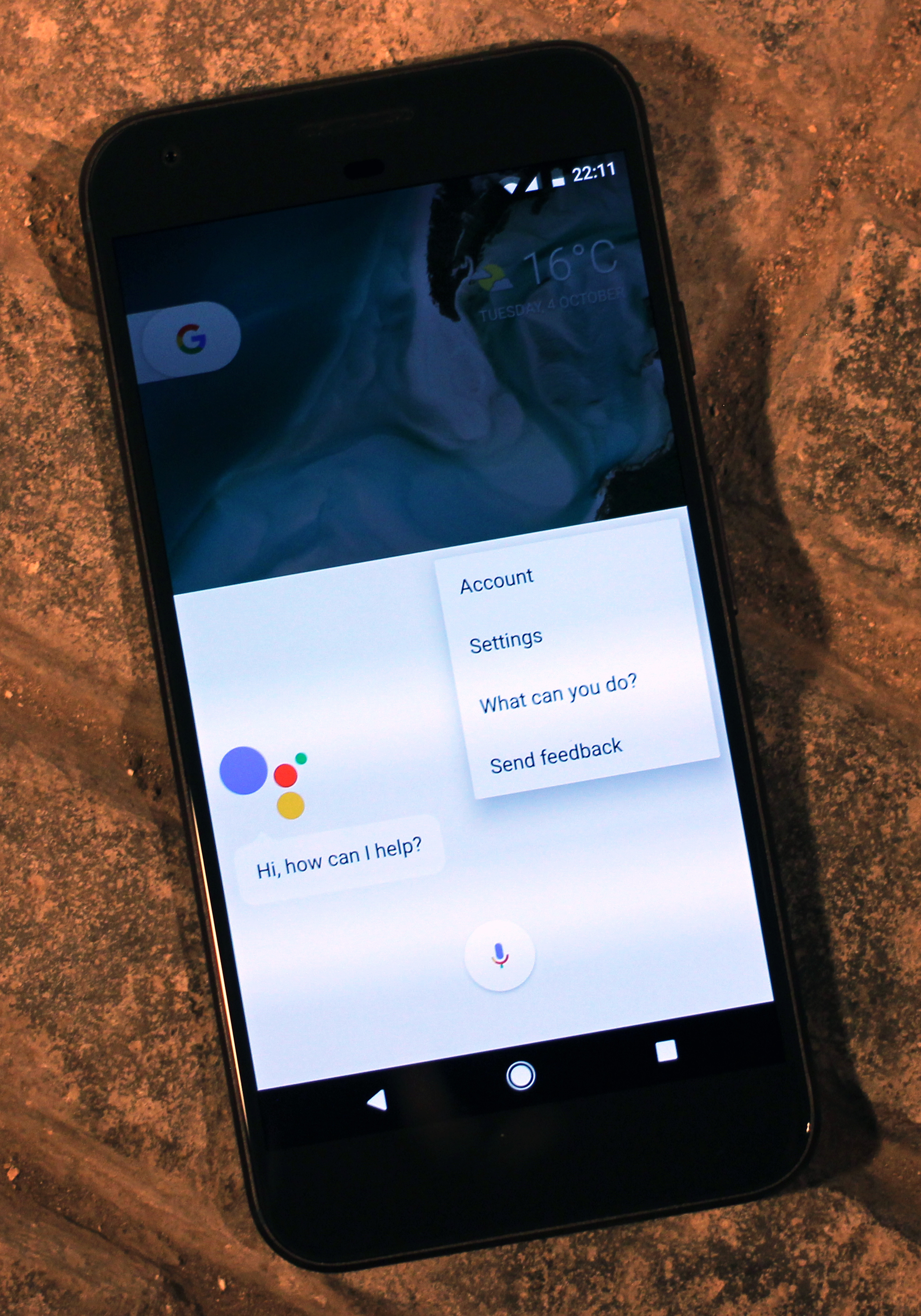
L'application Google Assistant sur un smartphone.

Les assistants virtuel travaillent par :
- texte (dialogue en ligne), particulièrement dans une application de messagerie instantanée ou d'autres applications ;
- voix, par exemple avec Amazon Alexa sur l'appareil Amazon Echo ou Siri sur un iPhone ;
- en prenant et/ou téléchargeant des images comme dans le cas du Samsung Bixby avec le Samsung Galaxy S8.

Certains assistants virtuels sont accessibles avec plusieurs méthodes comme Google Assistant avec le dialogue en ligne sur l'application Google Allo ou par la voix avec les enceintes connectées Google Home.
Les assistants personnels intelligents utilisent le traitement automatique du langage naturel pour faire correspondre le texte de l'utilisateur aux commandes exécutables. Beaucoup apprennent continuellement en utilisant des techniques d'intelligence artificielle, y compris l'apprentissage automatique.
Pour activer un assistant personnel intelligent avec sa voix un mot clé peut être utilisé. Cela peut être un mot ou un groupe de mots tels que « Alexa » ou « OK Google ».

## Intégration dans des appareils et objets
Les assistants virtuels peuvent être intégrés dans plusieurs types de plateformes comme Amazon Alexa ou dans les éléments suivants :
- dans des appareils comme des enceintes intelligentes telles que Amazon Echo[4], Google Home et Apple HomePod[5] ;
- dans les applications de messagerie instantanée sur les smartphones et via le Web, par exemple Facebook's M (Assistant virtuel) sur les applications Facebook et Facebook Messenger ou via le Web
- dans un système d'exploitation mobile (OS), comme le sont les appareils avec Siri d'Apple sur iOS, ou dans un système d'exploitation de bureau tel que Cortana sur Microsoft Windows ;
- dans un smartphone indépendant de l'OS, comme Bixby sur le Samsung Galaxy S8 et Note 8[6] ;
- sur d'autres applications mobiles telles que Google Allo ;
- au sein des plateformes de messagerie instantanée, les assistants d’organisations spécifiques, comme Aeroméxico sur Facebook Messenger ou Wechat Secretary sur WeChat ;
- au sein d'applications mobiles provenant de sociétés spécifiques et d'autres organisations, telles que Domino's Pizza
- sur Smartwatches ;
- dans les appareils électroménagers, les voitures et les vêtements Android Wear ;
- sur Orange Djingo.

Les générations précédentes d'assistants virtuels travaillaient sur des sites Web, tels que Ask Jenn d'Alaska Airlines, ou sur des serveurs vocal interactifs tels que IVR (Interactive Voice Response) d'American Airlines créé par Nuance Communications.

## Services
Les assistants virtuels peuvent fournir une large variété de services, particulièrement ceux d'Alexa de Amazon et de l'Assistant Google de Google, qui augmente jour après jour. Ces services incluent :
- fournir des informations comme la météo, des faits sur, par exemple, Wikipédia ou IMDB, mettre une alarme, faire des listes de tâches et des listes de courses ;
- lancer de la musique avec des applications en streaming comme Spotify et YouTube, écouter des stations de radio, lire des livres audios ;
- regarder des vidéos, des émissions de télévision ou des films sur la télévision, en streaming sur, par exemple, Netflix.
- acheter des articles sur, par exemple, Amazon ;
- Compléter et/ou remplacer le service client par des humains. Un rapport a évalué qu'un assistant en ligne automatisé a produit une diminution de 30 % dans la charge de travail pour un homme dans un centre d'appels.

### Services tiers
Amazon permet « des compétences », Alexa et Google « des actions », essentiellement des applications qui s’exécutent sur l'assistant des plateformes.

## Plateformes des développeurs
Les plateformes qui alimentent les assistants virtuels les plus utilisés sont également utilisées pour alimenter d'autres solutions.
- Amazon Lex (Amazon Alexa) a été ouvert aux développeurs en avril 2017. Il implique la technologie de compréhension du langage naturel combinée à la reconnaissance automatique de la parole et a été introduit en novembre 2016.
- Google propose les plateformes Actions on Google (en) et Dialogflow pour que les développeurs puissent créer des « Actions » pour Google Assistant.
- Apple fournit SiriKit aux développeurs pour créer des extensions pour Siri.
- Le Watson d'IBM, même si on parle parfois d'assistant virtuel, est en fait une plateforme d'intelligence artificielle complète et une communauté qui alimente certains assistants virtuels, des dialogueurs et beaucoup d'autres types de solutions.

## Comparaison des assistants
| Assistant personnel intelligent | Développeur               | Logiciel libre | Matériel libre | Sortie HDMI | Entrées/Sorties (I/O) | Internet des objets (IOT) | Intégration Chromecast | Application sur Smartphone | Toujours disponible |
| ------------------------------- | ------------------------- | -------------- | -------------- | ----------- | --------------------- | ------------------------- | ---------------------- | -------------------------- | ------------------- |
| Alexa                           | Amazon.com                | Non            | Non            | Non         | Non                   | Oui                       | Non                    | Oui                        | Oui                 |
| Alice (virtual assistant) (en)  | Yandex                    | Non            | -              | -           | -                     | Oui                       | Non                    | Oui                        | Oui                 |
| Assistant (by Speaktoit) (en)   | Speaktoit                 | Non            | -              | -           | -                     | Non                       | Non                    | Oui                        | Non                 |
| Bixby                           | Samsung Electronics       | Non            | -              | -           | -                     | Non                       | Non                    | Oui                        | -                   |
| BlackBerry Assistant            | BlackBerry Limited        | Non            | -              | -           | -                     | Non                       | Non                    | Oui                        | Non                 |
| Braina (en)                     | Brainasoft                | Non            | -              | -           | -                     | Non                       | Non                    | Oui                        | Non                 |
| Cadence                         | Cadence studio            | Non            | -              | -           | -                     | -                         | Non                    | Oui                        | Oui                 |
| Cortana                         | Microsoft                 | Non            | -              | -           | -                     | Oui                       | Non                    | Oui                        | Oui                 |
| Evi (software) (en)             | Amazon.com True Knowledge | Non            | -              | -           | -                     | Non                       | Non                    | Oui                        | Non                 |
| Google Assistant                | Google                    | Non            | -              | -           | -                     | Oui                       | Non                    | Oui                        | Oui                 |
| Google Now                      | Google                    | Non            | -              | -           | -                     | Oui                       | Oui                    | Oui                        | Oui                 |
| Mycroft (logiciel) (en)         | Mycroft Al                | Oui            | Non            | Oui         | Oui                   | Oui                       | Oui                    | Oui                        | Oui                 |
| Sherpa.ai (en)                  | Sherpa Europe SL          | Non            | -              | -           | -                     | Oui                       | Non                    | Oui                        | Oui                 |
| SILVIA (en)                     | Cognitive Code            | Non            | -              | -           | -                     | Non                       | Non                    | Oui                        | Non                 |
| Siri                            | Apple                     | Non            | -              | -           | -                     | Oui                       | Non                    | Oui                        | Oui                 |
| Viv (logiciel) (en)             | Samsung Electronics       | Non            | -              | -           | -                     | Oui                       | Non                    | Oui                        | Non                 |

## Impact économique
Les expériences numériques avec des assistants virtuels sont considérées comme des avancées technologiques majeures. Elles sont récentes et les tendances de consommation sont prometteuses. Les experts affirment que les expériences numériques atteindront un statut comparable à celui des expériences "réelle". La tendance est vérifiée par un nombre élevé d'utilisations fréquentes et par la croissance substantielle des utilisateurs mondiaux d'assistants numériques virtuels.
En 2017, le nombre d'utilisateurs réguliers d'assistants virtuels numériques est estimé à 1 milliard dans le monde entier. De plus, on peut observer que la technologie des assistants numériques virtuels n'est plus limitée aux applications pour smartphones, elle est dorénavant présente dans de nombreux secteurs industriels (y compris l'automobile, les télécommunications, la distribution, la santé et l'éducation).
Avec les importantes dépenses de R&D des entreprises dans tous les secteurs et la croissance des appareils mobiles, le marché de la technologie de reconnaissance vocale devrait connaître un taux de croissance annuel de 34,9% à l'échelle mondiale entre 2016 et 2024 et dépasser ainsi la taille du marché mondial de 7,5 milliards de dollars d'ici 2024.
Compte tenu de la répartition régionale des leaders du marché, les entreprises nord-américaines (Nuance Communications, IBM, eGain) devraient dominer l'industrie au cours des prochaines années. Cela est dû à l'impact significatif du BYOD (Bring Your Own Device) et de la mobilité des modèles d'entreprises. La demande croissante de plateformes assistées par téléphone intelligent devrait stimuler davantage la croissance de l'industrie de l'assistant virtuel intelligent en Amérique du Nord.
Malgré sa taille plus petite par rapport au marché nord-américain, l'industrie des assistants virtuels intelligents de la région Asie-Pacifique, avec ses principaux acteurs en Inde et en Chine, devrait atteindre un taux de croissance annuel de 40% (supérieur à la moyenne mondiale) sur la période 2016-2024.

## Impact sociétal
En mai 2019, l'UNESCO publie un rapport qui dénonce les stéréotypes sexistes des assistants vocaux. Le nom et l'utilisation de voix féminines par défaut perpétuent une conception négative de l'image des femmes associées à des machines obéissantes et serviles. Le rapport critique la façon dont les assistants personnels virtuels sont programmés pour répondre aux agressions verbales à connotation sexuelle. Pendant longtemps l'insulte : « Hey Siri, tu es une salope », était accueilli par l'assistant d'Apple avec la réponse : « Si je pouvais, je rougirais ». Le rapport recommande, entre autres, de ne plus imposer de voix féminine par défaut et de programmer des réponses fermes aux insultes sexistes.  

## Nouveaux défis
Malgré tous les progrès observés dans la conception d'assistants personnels intelligents, les défis sont encore nombreux : 
- les systèmes d'aujourd'hui (années 2010) permettent de réaliser des tâches sommaires et ne sont pas capables de tenir de longues conversations ;
- les voix produites par la synthèse vocale actuelle rendent moins naturelles les interactions avec l'utilisateur ;
- l'exigence d'instantanéité des réponses n'est pas toujours satisfaite ;
- la majorité des systèmes interprètent les questions au sens propre, ce qui rend la compréhension plus délicate.